# Napoli secondo estratto
Napoli secondo estratto, pubblicato nel 2003, è un album della cantante italiana Mina che ha raggiunto l'ottava posizione in classifica.

## Descrizione
Il palco del Teatro San Carlo di Napoli viene ritoccato per l'occasione dal fedele Mauro Balletti nella copertina del secondo disco dedicato da Mina alla canzone napoletana. Come raramente accade, in copertina la cantante non compare e lascia il posto a tre napoletani "veraci": Totò, Tina Pica e Titina De Filippo, riservando a se stessa un piccolo spazio solo in una foto interna. Per questa seconda rilettura della canzone napoletana, Mina e il suo team rinuncia subito agli effetti vocali o a inutili fronzoli orchestrali. Tutto viene rielaborato in chiave intimistica forse per evitare il cliché di una rilettura stereotipata e l'eccessiva (melo)drammaticità di alcuni pezzi. Disco fuori dagli schemi moderni, controcorrente e lontano da qualunque moda, Napoli secondo estratto è sicuramente un album elegantissimo e prezioso, destinato a diventare un'edizione di riferimento per tutti coloro che vogliono affrontare la tradizione musicale napoletana in maniera non convenzionale.
La scelta dei pezzi è abbastanza variegata: classici-classici, classici più recenti e un paio di composizioni originali. Tra i primi, si annovera il pezzo di apertura, Tu ca nun chiagne!, firmato da Libero Bovio ed Ernesto De Curtis e lanciato nel 1919 da Enrico Caruso, del quale Mina dà «un'interpretazione rarefatta». Classico per eccellenza è Te voglio bene assaje (1835), canzone che per molti segna la nascita della canzone napoletana moderna. La versione della Tigre è «limpida e impeccabile, priva di quella componente melodrammatica che caratterizza le versioni più popolari. Mina, infatti, rinuncia a ogni vezzo per cogliere l'essenza di una tradizione spesso macchiata di eccessivo folklorismo con il supporto di un quartetto jazz». Sussurri e sospiri caratterizzano la serenata napoletana più tradizionale, Maria mari'! (scritta Eduardo Di Capua e dal poeta Vincenzo Russo nel 1899), seguita dalla canzone napoletana forse più famosa al mondo, O sole mio, qui spogliata da qualunque eccesso tipico della sceneggiata, rallentata e cantata quasi con un filo di voce, forse a dimostrazione del grande rispetto che la cantante ha nei confronti di tale canto. Altro classico-classico è Canzona appassiunata (E.A. Mario, 1922), in cui Mina «non cede a nessuna tentazione interpretativa o di temperamento, ma guarda esclusivamente all'interiorità musicale, all'anima del mélos, rinunciando a qualsiasi patetismo napoletanistico». Composta da Salvatore Di Giacomo nel 1885 e lodata da Benedetto Croce, Era de maggio qui «fa sfoggio di archi e fiati, forse in assenza di una chiave interpretativa, ma non certo di intarsi vocali». Con Guapparia (di Libero Bovio e Rodolfo Falvo, 1914) Mina «rinuncia alle smargiassate e al paso doble per narrare il più universale dolore di un uomo tradito». I' te vurria vasà!... (degli stessi autori di Maria Mari'!) è un classico di inizio secolo qui sapientemente trasformato in «ballad morbida e soffusa» «dove lo strazio è dolce e lo strascico di charme». Tre i pezzi moderni scelti da Mina: O cielo ce manna 'sti ccose, scritta da Fred Bongusto nel 1964 per il film Matrimonio all'italiana di Vittorio De Sica («splendida» nell'interpretazione della Tigre), Carmela (1975) di Salvatore Palomba e Sergio Bruni (un pezzo che «entra nudo nel vico nero della città porosa, s'immerge nei suoi peccati e nei suoi incubi, ne divide i sogni e le passioni, ne ricerca l'armonia ferita, ne esplora il ventre, ne condivide la triplice essenza di rosa, preta e stella») e il Pino Daniele di Napule e (1977), della quale Mina dà una «fantastica rilettura [...] in una curiosa e inedita versione blues che dà [al pezzo] un sapore nuovo». Il colpo di coda al disco è dato dall'inedito Cu 'e mmane - scritta a quattro mani dagli Audio2 - e da «una melodia tristissima che trova nella voce di Mina uno sviluppo perfetto», O cuntrario 'e l'ammore, sconosciuto pezzo di Giacomo Puccini del 1890, qui rielaborato dal maestro Gianni Ferrio su testo di Maurizio Morante.

Foto interna del cd "Napoli secondo estratto" di Mina

## Tracce
1. Tu ca nun chiagne! – 3:34 (testo: Ernesto De Curtis – musica: Libero Bovio)
2. 'O cielo ce manna sti' ccose – 5:42 (testo: Armando Trovajoli – musica: Fred Bongusto)
3. Te voglio bene assaje – 4:16 (testo: Alessandro Longo – musica: Roberto Sacco)
4. Carmela – 2:12 (testo: Sergio Bruni – musica: Salvatore Palomba)
5. Napule è – 5:09 (Pino Daniele)
6. Maria Mari'!... – 3:08 (testo: Eduardo Di Capua – musica: Vincenzo Russo)
7. 'O sole mio – 3:12 (testo: Eduardo Di Capua – musica: Giovanni Capurro)
8. Canzona appassiunata – 3:34 (E. A. Mario)
9. Era de maggio – 5:21 (testo: Mario Pasquale Costa – musica: Salvatore Di Giacomo)
10. Guapparia – 3:09 (testo: Rodolfo Falvo – musica: Libero Bovio)
11. I' te vurria vasa'!... – 5:51 (testo: Eduardo Di Capua – musica: Vincenzo Russo)
12. Cu 'e mmane – 4:13 (Giovanni Donzelli, Vincenzo Leomporro)
13. 'O cuntrario 'e l'ammore (Rielaborazione da Crisantemi di Giacomo Puccini) – 3:44 (testo: Maurizio Morante – musica: Gianni Ferrio)

Durata totale: 53:05

## Versioni Tracce
- Te voglio bene assaje:

versione Live TV '68, vedi Signori... Mina! vol. 1
- 'O sole mio:

versione del '69, vedi I discorsi

## Formazione
- Mina – voce
- Massimo Moriconi – basso, contrabbasso
- Alfredo Golino – batteria, percussioni
- Andrea Braido – chitarra acustica, chitarra elettrica
- Giorgio Cocilovo – chitarra
- Giorgio Secco – mandolino
- Danilo Rea – pianoforte, organo Hammond, Fender Rhodes
- Nicolò Fragile – tastiera, programmazione
- Shiho Ferrari – contrabbasso
- Monica Benda – viola
- Ilaria Negrotti – viola
- Ivan Vukceviv – viola
- Anthony Flint – violino
- Barbara Ciannamea – violino
- Susanne Holme – violino
- Sara Montè Rizzi – violino
- Alessandro Milani – violino
- Andreas Lake – violino
- Piotr Nikiroff – violino
- Yoko Paetsch – violino
- Kalidi Sahatci – violino
- Walter Zagato – violino
- Jennifer Flint – violoncello
- Claude Hauri – violoncello
- Johann Sebastian Paetsch – violoncello
- Georges Alvarez – corno
- Gabriele Mirabassi – clarinetto
- Bruno Grossi – flauto
- Alessandro Ciervo, Luca Ciervo, Alessio Donzelli, Giuliana Di Girolami, Veronica Flocco, Erika Infantocci, Daniela Minopoli, Benedetto Pollio, Pina Pollio – cori